# フィッツ・ヒュー・カーティス症候群
フィッツ・ヒュー・カーティス症候群(-しょうこうぐん、英語：Fitz-Hugh−Curtis Syndrome)とは、女性生殖器から進入した病原体により、骨盤内腔炎から肝周囲炎に至った感染症を指す。性行動を伴う年齢の女性に発症することが多い。

## 病態
クラミジアが多く、次いで淋菌などによるものが多いが、大腸菌群、嫌気性菌もによるものもみられる。骨盤内腔の感染が、上腹部、特に肝皮膜に至る。

## 症状・身体所見
- 吸気時右側腹部痛（マーフィー徴候）、右上腹部の叩打痛
- Fitz-Hugh−Curtis症候群の臨床診断基準試案[4]
  - Major Criteria

1. 季肋部（〜右側腹部）の自発痛または圧痛
2. 体動・深呼吸時またはMurphy徴候 
  - Minor Criteria
3. クラミジアまたは淋菌陽性（抗原・培養）
4. 内科医・外科医による除外診断
5. 37℃以上の発熱
6. 急性骨盤腹膜炎症状の先行または合併
7. 炎症反応陽性（CRP上昇、白血球増加など） 
  - Definitive Criteria
8. 腹腔鏡所見による診断 
  - Major Criteriaの2項目を共に満たし、かつMinor Criteriaを3項目以上満たす場合、臨床所見からFitz-Hugh−Curtis症候群と診断する。

## 検査
- 血液検査
  - 白血球数
  - CRP
  - クラミジアの血清診断
- 子宮頸管擦過検体のDNAプローブ法・PCR法・TMA法
- 腹部エコー
- 腹部CT: 造影CTの所見として造影早期相での肝被膜から被膜下の濃染像がみられる。本所見は炎症に伴う肝被膜の血流増加を反映していると考えられている[5][6]。これらは造影早期相において現れる所見であり、平衡相では均一に肝実質が造影されるため見られない。

## 治療
- 抗生物質の投与
  - クラミジア感染を疑うときには、テトラサイクリン系やマクロライド系、ニューキノロンといった抗生物質を用いる[1]。
  - 淋菌感染を疑う場合、日本では淋菌のキノロン耐性獲得株が多いため[7]、セフトリアキソンの投与が勧められる。(日本での淋菌のシプロフロキサシン耐性は78.6%、レボフロキサシンの耐性は71.5%であった。セフトリアキソンに対する低感受性株は0.2%、耐性株は0%であった。[7])
  - CDCによる性感染症のガイドラインでは、以下の抗菌薬治療が推奨されている。

#1. セフォテタン1回2g 12時間毎、あるいはセフォキシチン1回2g 6時間毎＋ドキシサイクリン1回100mg 経口12時間毎(日本では入手困難なセフォテタンやセフォキシチンに替わり、セフメタゾール1回1g 8時間毎などを用いる。)
#2. セフトリアキソン250mg筋注単回投与＋ドキシサイクリン1回100mg 経口1日2回 14日間 ±メトロニダゾール1回500mg 1日2回 14日間